# Васил Клисаров
Васил Томов Клисаров (Клисарот) е български общественик и революционер, деец на Вътрешната македоно-одринска революционна организация и Вътрешната македонска революционна организация.

## Биография
Васил Клисаров е роден през 1880 година в град Крушево, тогава в Османската империя, както сам казва „от родители - майка и баща - българи мияци“. Учи първоначално в българското училище в Крушево, а след това в столицана на Свободна България София, където завършва III клас.
Присъединява се към ВМОРО в 1900 година и действа като легален работник. През май 1902 година участва в милицията, притекла се на помощ на обсадената в Ракитница чета на Велко Марков. В същата година става нелегален в оргинизационната чета на Гюрчин Наумов. По време на Илинденско-Преображенското въстание през лятото на 1903 година участва в защитата на Крушевската република.
От 1902 до 1908 година е четник и ръководител в четите на Петър Ацев, Христо Чернопеев, Петър Юруков, Йордан Пиперката, Петър Самарджиев, Блаже Кръстев. Още преди Младотурската революция става ръководител на организацията в Крушево, като запазва поста и след Хуриета.
През 1910 година е арестуван от турските власти и осъден от военнополевия съд в Битоля на смърт. Присъдата му е заменена със заточение и е заточен последователно на Родос, в Подрумкале и в Айдън. От Айдън в 1911 година съумява да избяга заедно с Александър Евтимов и Георги Попхристов в Свободна България.
При избухването на Балканската война в 1912 година е доброволец в Македоно-одринското опълчение и служи в Партизански отряд № 39 на Методи Стойчев, който действа в Крушевско. По-късно е в Сборна партизанска рота на МОО. Попада в в гръцки плен на 1 септември 1913 година. Освободен е на 6 февруари 1914 година.
След 1925 година е назначен за ръководител за Крушевско на разузнавателната организация на ВМРО. В началото на 1926 година прави обиколка из Македония и констатира, че „има условия да се съхрани българският дух за дълго“.
След убийството на Александър Протогеров през 1928 година застава на страната на протогеровистите.
След освобождението на Вардарска Македония през 1941 година Васил Клисаров е избан за председател на Крушевското дружество на Илинденската организация. Държи будка за тютюн и вестници, като подпомага трите си деца в София.
На 21 февруари 1943 година, като жител на Крушево, подава молба за българска народна пенсия, която е одобрена и пенсията е отпусната от Министерския съвет на Царство България.
Умира на 19 октомври 1943 година в София.

- Доклад от Клисаров до ръководството на ВМРО